# Erdélyi Vándorszínház
Az Erdélyi Vándorszínház 2007-ben alakult meg olyan erdélyi és magyarországi fiatalokból, akik a magyar színjátszás és kultúra szeretetétől vezérelve, főként magyarlakta területeken ingyenes színházi előadásokat mutatnak be.

## Célkitűzései

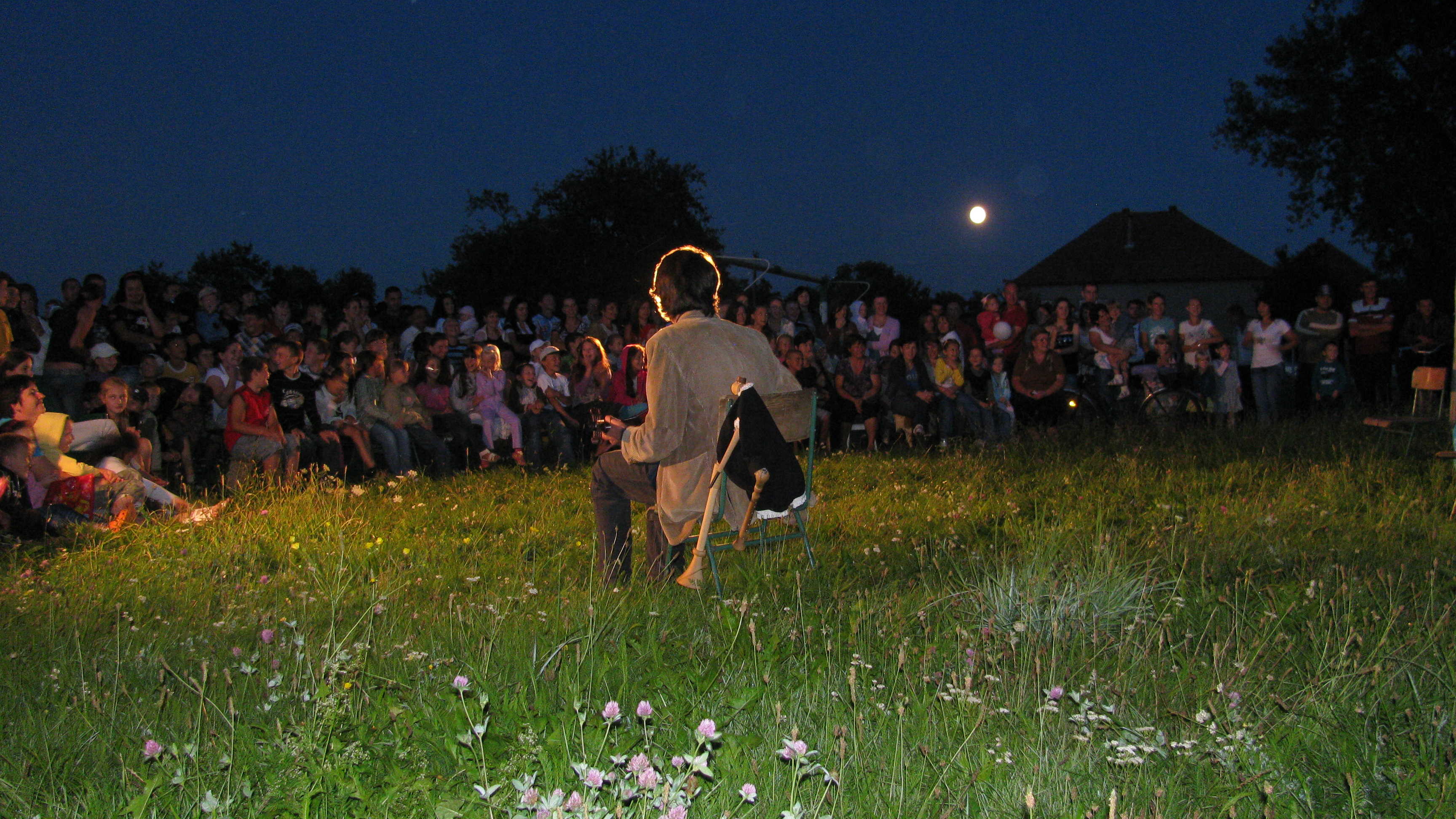
Vándorszínész az éjszakában

Az Erdélyi Vándorszínház olyan falvakba próbál eljutni, ahol a magyar nyelvű lakosság évek óta nem láthatott színházat. A társulat helyi szekereken utazik faluról falura, s szabadtéren játszik. 
A Vándorszínház célja az, hogy a XXI. században létében veszélyeztetett, falusi lakosságnak, ha egy estére is, de élő színházat varázsoljon. Olyan előadásokat szeretne létrehozni, amelyek a felhőtlen szórakozást és a kísérleti színházzal kapcsolatos művészi igények kielégítését is lehetővé teszik. A Vándorszínház lehetőséget teremt a két országból származó fiatal művészek szakmai együttműködésére, tapasztalatcseréje, továbbá a fiatal színészek speciális, a hagyományos színházi képzéstől eltérő fejlesztésére. A társulat a munka folyamán azt figyeli, mitől válhat "élő színházzá" egy előadás.

## A Vándorszínház előadásai

### A férj szomorú komédiája(2007)
A 2007-es előadás egy hagyományos XVI. századi olasz commedia dell’arte kanavász alapján készült. A szüzsé egy korai Rómeó és Júlia – történet komikus változata. A próbák alatt egy szabad, mindenre kész színpadi jelenlét létrehozása volt a cél. Ezt segítette az elmélyült, mozgáscentrikus karakterépítés és az improvizációs technikák csúcsra járatása. Még az egyes jelenetek sorrendje sem volt rögzítve, így a rögtönzési lehetőségek hatalmas teret kaptak. A szereplőknek kötelező volt használni a környezet tereptárgyait, valamint egy néma szereplőt a közönség közül választottak, az előadás folyamán. A színészek kellékek, díszletek nélkül dolgoztak, a játékot élő kobozzene kísérte. Már ebben az előadásban megjelentek Shakespeare-utalások (szereplők nevei, előjáték, dramaturgiai szerkezet). 
- Az előadás rendezője Csuja László, a Színház- és Filmművészeti Egyetem hallgatója
- Dramaturg: Gönczi Hunor, aki 2007-ben végzett a Babeş–Bolyai Tudományegyetem teatrológia szakán, azóta gyakorló dramaturg.
- Zene: Csuja Levente
- Színészek: Bonczidai Dezső,[3] Dénes Emőke,[4] Gazdag Erzsébet,[5] Incze Sándor Zoltán,[6] Kolozsi Borsos Gábor,[7] Lukács Emőke,[8] Mosu Norbert, Vass Csaba[9]
- Előadások helyszínei: Dicsőszentmárton, Ádámos, Vámosgálfalva, Küküllődombó, Magyarkirályfalva, Magyarsáros, Szászcsávás, Bonyha, Vámosudvarhely, Gógán, Héderfája

### A kéjvágyó vén szamár(2008)
A Vándorszínház 2008-as, A kéjvágyó vén szamár című darabja egy sajátos, pastiche jellegű Shakespeare-adaptáció, amelynek alapját négy komédia és egy dráma képezi: Ahogy tetszik, Szentivánéji álom, Tévedések vígjátéka, Vízkereszt, vagy amit akartok, Rómeó és Júlia. A történet és a karakterek két különböző metódus alapján épülnek fel: egyfelől különböző shakespeare-i szereplők jellemösszevonásaival, ami a különböző szöveghelyekről származó részletek egybedolgozása révén történt meg; másfelől a szerepeknek a szövegösszetettségéből fakadó széthullását megakadályozandó, a szövegegységek a commedia dell’arte archetipikus karaktereihez vannak igazítva és idomítva. A szöveg, és ezáltal a színdarab is, két különböző, de egymással összefüggő hagyományból táplálkozik: a Globe színházi kultúrájának létrejötte nem lett volna elképzelhető a misztériumokból kilábaló commedia dell’arte nélkül. Ennek az összetett kulturális háttérnek köszönhetően a darab könnyedén aknázza ki ezek kapcsolódási pontjait: a költői Shakespeare-szöveg és például egy Arlecchinó-figura találkozik egy misztériumjátékos környezetben. Jó példa erre a darabban, amikor a rosszul kiosztott bájital (Szentivánéji álom) tetszhalottá teszi a szerelmest (Rómeó és Júlia), akinek a ravatalánál egy vérfagyasztó, danse macabre jellegű shakespeare-i monológ hangzik el. Így egybeesik a komikum, a drámai szöveg és a misztériumjátékok komor hangulata. A szubtilis, műfajokat összekötő hangulatárnyalatokat Shakespeare-szövegek alapján írt, kobozzal kísért dalbetétek teszik érzékletessé. Az előadás néhány kosztüm kivételével kellékek használata nélkül zajlott. Elmaradhatatlan elem maradt ekkor is a közönség bevonásával együtt járó improvizáció.
- Az előadás rendezője Csuja László, a Színház- és Filmművészeti Egyetem hallgatója
- Író-dramaturg: Kele Fodor Ákos, az ELTE filozófia-esztétika szakos hallgatója, az ESŐ irodalmi lap szerkesztője[11]
- Zene: Csuja Levente
- Színészek: Derzsi Tímea,[12] Kófity Annamária, Mihály Alpár Szilárd,[13] Mosu Norbert, Lukács Emőke, Vass Csaba
- Előadások helyszínei: Tarpa, Tiszaszalka, Szalárd, Szentjobb, Hegyközszentmiklós, Csokaly, Érolaszi, Székelyhíd, Érmihályfalva[14]

### Az ördög és a szűz(2009)
Már a 2008-as előadás tervezése előtt, összegezve a tapasztalatokat, kiderült, hogy a falusi közönség előtt a színház misztériumjáték-jellegének fontos szerepe van, mivel egy eleven kulturális háttérbe ágyazódik: az erdélyi misztérium-hagyományba (kiemelkedő rekvizituma a Csíksomlyói passió) és a hajdani falusi vallásos közeg kulturális örökségébe. A misztériumot alapvetően halott műfajnak szokás tekinteni ódon, idejétmúlt és elfeledett vallási világképe miatt, és ilyenformán halott színház az, amelyik ezzel kísérletezik. Elfeledik azonban, hogy a XVI. századi népi kultúra is megunta a misztérium és az ehhez hasonló műfajok nyomasztóan vallásos hangulatát, s ezért jött létre a világi commedia dell’arte, amelynek ráadásul – a latin tradíció miatt – a román színházi életben igen erős volt a hatása, s így az erdélyi magyar színjátszásra is hatott. A commedia dell’arte karakterei olyan archetípusok, amelyeknek a motivációi kulturálisan kódoltak, tehát mindenki számára megközelíthetőek és érthetőek. Ha tehát megtaláljuk azt a középen elterülő műfaji mezsgyét – és erre törekszik a Vándorszínház – , ahol a misztérium szövedéke már felfeslik, ezért belép a népi bolondozás, máris újraéleszthető, élővé tehető a műfaj és az erre épülő színház. Így ugyanis megőrizzük a keresztény tradíció nyomait, ugyanakkor a világi színház archetipikus szereplőivel azonosulva a mű mindkét regiszterét befogadhatóvá tudjuk tenni.
Az Erdélyi Vándorszínáz darabjaiban a vándorszínházi hagyomány újragondolása mellett kiemelt helyet kapott és kap a színházi kísérletezés, melynek egyik fontos eleme az előadás kihagyásos narratívája. A falusi nézőknek nem okozott gondot, ha olykor a cselekmény ok-okozatisága imitatív, töredékes és szinte nem is elbeszélői, mivel az előadás dramaturgiájának szerkezete belső, genealógiai összefüggésben áll a misztériumjátékok speciális, imitatív-szimbolikus szcenikájával. Miközben tehát misztériumjátékot állít színre, a Vándorszínház előadásának narratív szerkezete, fizikai színházon alapuló mozgásrendszere a kortárs színház törekvéseire utal, így a közönség, egy friss, aktuális, élő színházi előadásban vesz részt.
A 2009-es Az ördög és a szűz című darab Határ Győző Golghelóghi című misztériumjátékának – a középkori bohózatok és a későbbi commedia dell’arték felhasználásával készült – adaptációja. Határ műve kilenc folytatásos tragikomédiából áll, a Vándorszínház darabja az első részt dolgozta fel. A színtársulat hosszútávú terve egy előadássorozat, amelynek során az egész Golghelóghit megismerhetné a közönség, természetesen olyan formában átdolgozva, hogy a darabok kerek egészek és önmagukban is élvezhetők legyenek.
Az ördög és a szűz szövege Határ misztériumából és egyéb magyar és külföldi moralitások, középkori mesék és bohózatok szövegvilágából áll össze.
Az előadás kizárólag jelmezek használatával, ugyancsak improvizációval és közönségbevonással zajlott. Az előző évektől eltérően nagyobb hangsúly helyeződött a zenére: a Vándorszínház a dalbetétül szolgáló szövegemlékekhez saját zenét szerzett, amely a gregorián és a korai többszólamúság hagyományát ötvözte a népzenével. A kobozjáték mellett a középkori misztériumok elmaradhatatlan kelléke, a kecskeduda is szerepet kapott. 
Az előadást 2009-ben a Nemzeti Kulturális Alap is támogatta.

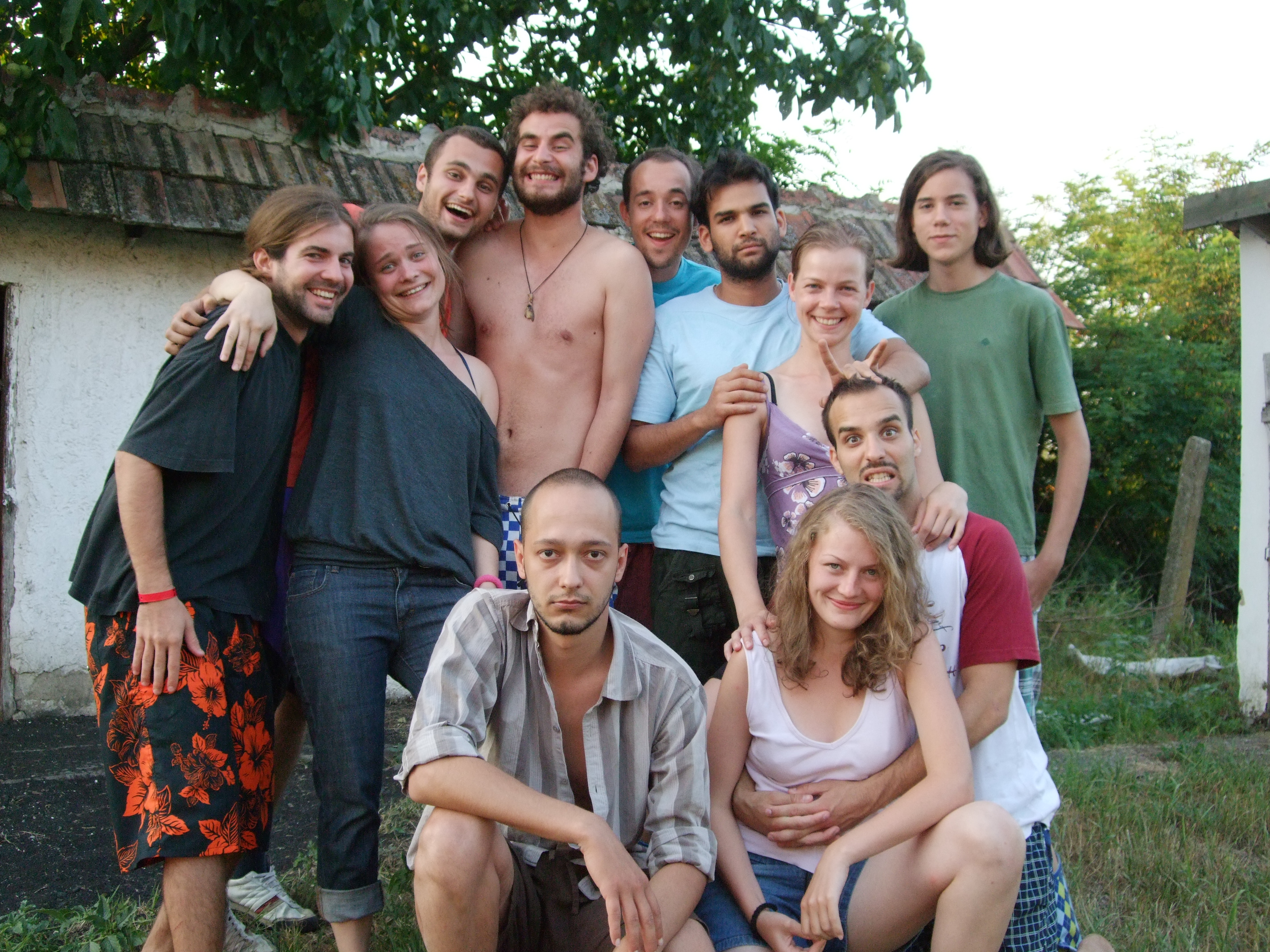
A társulat 2009-ben

- Az előadás rendezője Csuja László, a Színház- és Filmművészeti Egyetem hallgatója
- Rendezőasszisztens: Mélykuti Gábor
- Író-dramaturg: Kele Fodor Ákos, az ELTE filozófia-esztétika szakos hallgatója, az ESŐ irodalmi lap szerkesztője
- Jelmez: Kalicz Mészáros Klára[15]
- Zene: Csuja Levente
- Színészek: Csányi Dávid, Csépai Eszter, Krajcsi Nikolett,[16] Pál Emőke, Mosu Norbert, Vass Csaba, Varga Balázs[17]
- Előadások helyszínei: Jármi, Tiszaszalka, Gödöllő, Lakitelek, Dicsőszentmárton, Küküllődombó, Désfalva, Magyarsáros, Harangláb, Goganváralja, Bonyha, Héderfája, Egrestő

### A halál és a bohóc(2011)

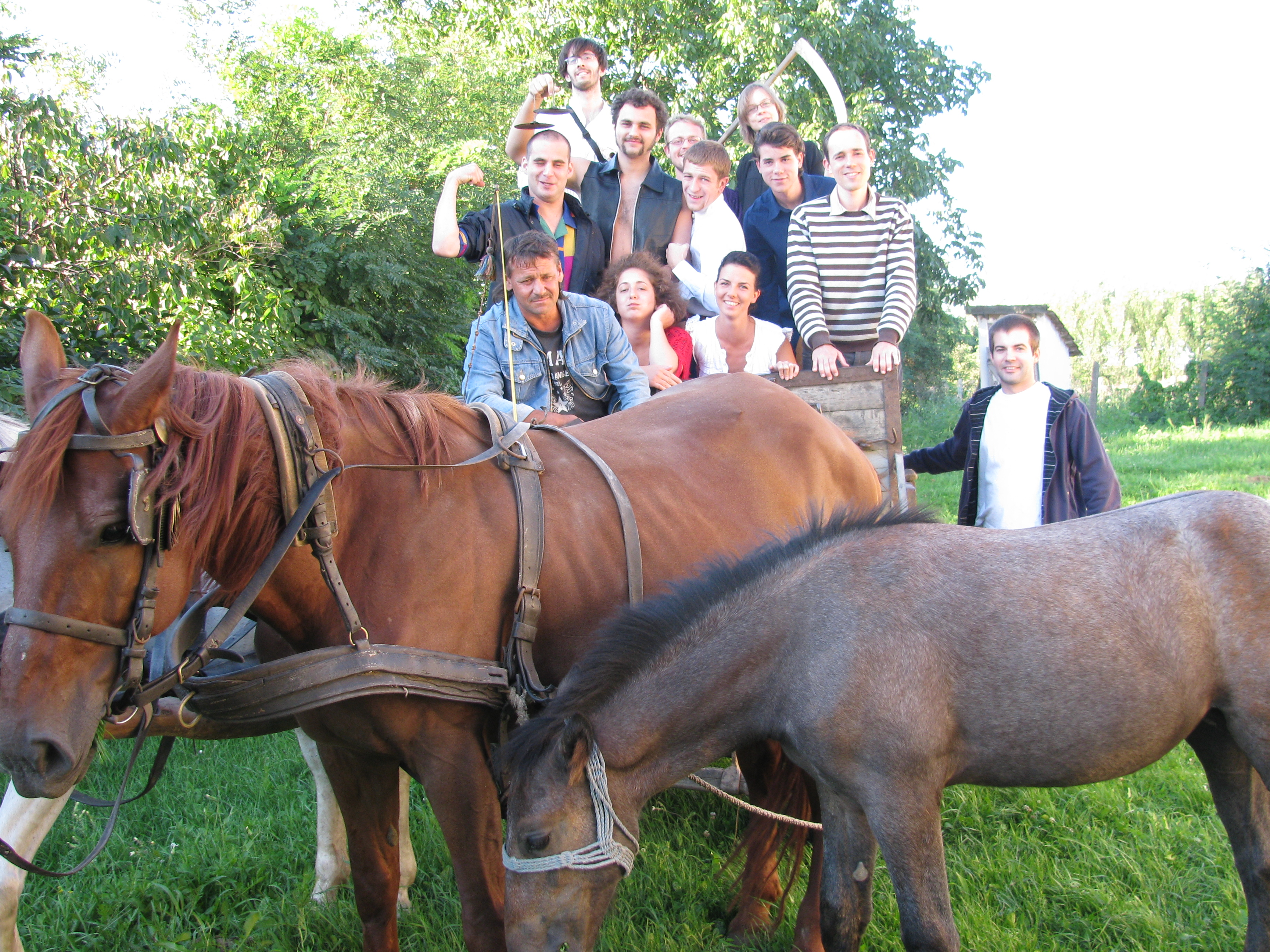
A társulat 2011-ben

A 2010. évet az Erdélyi Vándorszínház forráshiány miatt kihagyta, azonban 2011 nyarán sikerült újra összehozni a társulatot, amely újra Tiszaszalkán készült fel a turnére. Fennállása során először a csapat Kárpátaljára és Budapestre látogatott el. A fővárosban az Orczy-kertben tartott nagy sikerű előadást.
A Vándorszínház folytatta művészeti koncepcióját, és újra a polgári színjátszás előtti színházi műfajból, a misztériumjáték gazdag hagyományából merített. Kele Fodor Ákos A halál és a bohóchoz a fő motívumokat Határ Győző klasszikusából, a Golghelóghi című misztériumjátékból kölcsönözte. A színpadra állított előadás egyszerre több műfaj elemeit ötvözi. A figurák fejlesztése során segítségül hívták a commedia dell’arte teljes eszköztárát, a darab szövegébe helyzetkomikumra épülő improvizációs bohóctréfákat (lazzikat) és kobozzal, dudával kísért dalbetéteket illesztettek. A komédiázás mellett felidézték a misztériumjátékok sötét, gótikus világát is, így a danse macabre-motívum ötvöződött a commedia dell’arte olyan jegyeivel, amelyek a királydrámákkal rokoníthatóak. Kele Fodor Ákos mindezeket felhasználta a darab háttértörténetének és nyelvének kialakításához.
A középkori misztériumoknak különös ereje és speciális eszközei vannak arra, hogy a saját halál riasztó gondolatát úgy szublimálják, hogy egy szemléletbe foglalják a félelmet és a halálon való felhőtlen kacagást. „A halál és a bohóc” célja is ez: a végzet természetéről való gondolkodásra ösztönöz, ugyanakkor az élet halál fölötti győzelmét hirdeti azáltal, hogy kicsúfolja a halált.
A színdarab nyelvezete verses, de mégis szabad, jobbára asszonáncokkal és belső rímekkel dolgozik. A líraiság és az érthetőség balansza úgy őrződik meg, hogy kizárja az archaizáló szóalakokat, és szigorúan követi a mai magyar beszélt nyelv szórendjét.
- Rendező: Csuja László
- Író: Kele Fodor Ákos
- Szervező: Mélykuti Gábor[21]
- Dramaturg: Marsalkó Eszter[22]
- Zene: Csuja Levente[23]
- Jelmez: Zöldy Gergő,[24] Baracsi Orsi[25]
- Színészek: Baricz Xénia,[26] Krajcsi Nikolett, Mosu Norbert, Orbán Zsolt,[27] Orbók Áron,[28] Simon Boglárka Katalin,[29] Vass Csaba.
- Előadások helyszínei: Tiszaszalka,[30] Tarpa, Budapest, Csongor, Bátyú,[31] Kisdobrony, Nagydobrony

Az előadás 2012-ben részt vett a Magyar Színházak Kisvárdai Fesztiválján.

### Bükkfaszéki Márika(2013)
Ördöngős komédia és misztérium.
Tartalom: A hétfaluszépe szűzleány, Bükkfaszéki Márika esküvőjére készülődik a falu. Zsugori édesanyja, a halaskofa Örzse egy idegen, ám gazdag csodadoktornak, Pandulfnak adja a lányát. A kézfogóra azonban betoppan Djabolán, a fiatal és elbűvölő modorú vándorszínész, aki arra készül, hogy elcsábítsa Márikát. A leány hajlik is a titkos szerelemre, ám közben Pandulf szolgája, a minden lében kanál Kis Mihók kideríti, hogy a fiatal vándorszínész maga az ördög, aki azért jött, hogy Márikát bűnös kéjelgéssel a pokolra csábítsa...
A előadás két polgári dráma előtti műfaj hagyományát idézi, a commedia dell'arte-t és a misztériumjátékok világát.
- Rendező: Csuja László
- Író: Kele Fodor Ákos
- Szervező: Csernátoni Loránd, Forró Tamás, Lármafa Egyesület
- Zene: Csuja Levente[23]
- Színészek: Keresztes Ágnes, László Réka, Orbók Áron, Magyari Izabella, Nagy Norbert, Nagy Karina, Ivák Bence
- Előadások helyszínei: Dálnok, Bodok, Gidófalva, Maksa, Kálnok, Árkos, Sepsiszentgyörgy, Kézdivásárhely, Zalán, Sepsiköröspatak, Gyergyószentmiklós, Gyergyóalfalu, Gyergyószárhegy

Fotónapló a háromszéki turnéról: http://www.jatekter.ro/?p=4103
Az előadás 2013-ban részt vett a X. Nemzetiségi Színházi Kollokviumon, 2014-ben pedig a Deszka Fesztiválon.